# Милан Туцаковић
Милан Т. Туцаковић (Крагујевац, 1871 — Београд, 1936) био је официр Војске Кнежевине Србије и армијски генерал Војске Краљевине Србије и Југославије.

## Биографија
Туцаковић је био син Тодора П. Туцаковића (1825/26-1896), трговца и председника Народне скупштине и унук Петра Туцаковића (1792—1857) гружанског кнеза и пуковника.
Рођен је 26. маја 1871. године у Крагујевцу, где је завршио пуну гимназију. Био је питомац 21. класе Ниже и 7. класе Више школе Војне академије, преведен у генералштабну струку 1906. године. Од 1891. до 1897. године водник у Краљевној гарди, а од 1899. до 1902. године командир ескадрона у Краљевој гарди, 1906. године помоћник начелника генералштаба Тимочке дивизијске области. Био је на стажу у 131. орлеанском пуку у Француској, од 1907. до 1908. године.
У ослободилачким ратовима 1912-1918. године вршио је дужност начелника штаба команде Дринске дивизије 1. позива, команданта 2. коњичке бригаде, заступника команданта Моравске дифизије 1. позива, команданта Јужноморавских трупа, команданта Вардарске (југословенске) дивизије, а од 1918. године службовао је у Врховној команди.
Од 1918 до 1919. године био је делегат Владе у Софији, командант Вардарске и Савске дивизијске области, помоћник начелника Главног генералштаба и командант 4. армијске области (1921—1925).
У браку са супругом Јеленом Стефановић, кћерком Јована Стефановића и Полексије Жабарац, кћерке пуковника Драгутина Жабарца и Александре Цинцар-Јанковић, није имао деце.
Умро је 26. децембра 1936. године у Београду и сахрањен не Варошком гробљу у Крагујевцу.